# Мисежников, Стас
Стас Мисежников (род. 28 февраля 1969, Москва, СССР) — израильский политик и государственный деятель, министр туризма Израиля (2009—2013), депутат Кнессета 17-го и 18 созывов от партии «Наш дом Израиль».

## Биография
Стас Мисежников родился 28 февраля 1969 года в городе Москве, СССР. В 1982 году с семьёй репатриировался в Израиль. Служил в рядах Армии обороны Израиля.
В 1992 году получил степень бакалавра в Тель-Авивском университете, где изучал общественные и политические науки. Там же, он изучает бизнес-менеджмент и маркетинг. В 2000 году ему присваивается степень магистра.

### Трудовая деятельность
- С 1997 по 1999 год парламентский помощник депутата кнессета Юрия Штерна
- С 1999 по 2006 год директор по маркетингу больничной кассы «Клалит»

## Общественная работа
С 2003 по 2006 год депутат горсовета города Ришон ле-Цион. Возглавлял там комиссии по регистрации бизнесов, исполнял обязанности председателя городской компании по культуре, досугу и спорту, был директором муниципальной экономической компании.
Член президиума Сионистского форума.
В течение 5 лет был председателем некоммерческой ассоциации религиозных школ «Мигдаль-ор» — общественной организации, занимавшейся проблемами молодых репатриантов.

### Карьера в партии и политике
На выборах 2006 года в партийном списке партии «Наш дом — Израиль» он баллотируется в Кнессет 17-го созыва и становится депутатом. Стас Мисежников продолжил свою работу и в кнессете 18-го созыва.
В кнессет 19-го созыва не баллотировался.

### В кнессете
- Кнессет 17

С 17 апреля 2006 года по 24 февраля 2009 года
- Кнессет 18

С 24 февраля 2009 года

### Фракции
- Кнессет 17 «Наш дом — Израиль»
- Кнессет 18 «Наш дом — Израиль»

### Деятельность в правительстве
- Кнессет 18 правительство 32
  - Министр туризма

### Деятельность в комиссиях
- Кнессет 17
  - Исполняющий обязанности в финансовой комиссии
  - Член финансовой комиссии
  - Председатель финансовой комиссии
  - Член финансовой комиссии
  - Член комиссии по экономике
  - Член особой комиссии по делам иностранных рабочих
  - Член совместной комиссии по бюджету обороны

### Другие должности
- Кнессет 17
  - Председатель муниципального лобби в кнессете Израиля
  - Председатель лобби в защиту мелкого и среднего бизнеса
  - Член лобби по борьбе с авариями на дорогах
  - Член лобби в пользу государственного жилья
  - Член лобби в защиту инвалидов Армии Обороны Израиля
  - Член лобби в кнессете для продвижения контактов с христианскими общинами в мире
  - Член общественного лобби

## Судимость по делу о коррупции в НДИ
16 сентября 2014 года был задержан полицией по обвинению в коррупции и употреблении наркотиков.
20 ноября 2017 года, в рамках дела о коррупции в партии НДИ, признал себя виновным в обмане общественного доверия и был приговорен к 15 месяцам тюрьмы и штрафу в размере 70 тысяч шекелей. 17 декабря 2017 года начал отбывать срок в тюрьме «Хермон». 2 июля 2018 года президент Израиля отклонил просьбу экс-министра Мисежникова о смягчении наказания в рамках президентской амнистии по случаю 70-летия государства Израиль.

## Личная жизнь
Женат. Трое детей. Проживает с семьёй в городе Ришон-ле-Цион.